# 狭颅鼠兔
狭颅鼠兔（学名：Ochotona thomasi）为鼠兔科鼠兔属的哺乳动物，是中国的特有物种。分布于甘肃、青海、四川等地，多见于高山灌丛以及草甸。该物种的模式产地在青海阿兰泉°35'N,97°25'E)。